# Godawari (Lalitpur)
Godawari (nep. गोदावरी, trl. Godāvarī, trb. Godawari) – gaun wikas samiti w środkowej części Nepalu w strefie Bagmati w dystrykcie Lalitpur. Według nepalskiego spisu powszechnego z 2001 roku liczył on 1353 gospodarstw domowych i 6257 mieszkańców (3081 kobiet i 3176 mężczyzn).